# Nitra (Region)
Die (Tourismus-)Region Nitra (slowakisch Nitriansky región (cestovného ruchu)), inoffiziell auch Dolná Nitra (wörtlich "Unter-Neutra") ist eine Tourismusregion in der Slowakei.
Sie erstreckt sich dem südlichen Lauf des Flusses Nitra folgend über die Bezirke:
- Nitra
- Levice (westliche Teile bis auf das Gebiet um Šahy)
- Zlaté Moravce
- Nové Zámky (nordwestlicher Teil mit Nové Zámky)

Im Norden beginnt die ebenfalls durch den Fluss Nitra gekennzeichnete Region Horná Nitra.